# Eurhynchium jovet-astiae
Eurhynchium jovet-astiae là một loài Rêu trong họ Brachytheciaceae. Loài này được (Bizot) Ochyra mô tả khoa học đầu tiên năm 1997.